# La vuelta al mundo en ochenta días
La vuelta al mundo en ochenta días (título original en francés: Le Tour du monde en quatre-vingts jours) es una novela del escritor francés Julio Verne publicada por entregas en el periódico Le Temps desde el 7 de noviembre (número 4225) hasta el 22 de diciembre (número 4271) de 1872, el mismo año en que se sitúa la acción. Después, sería publicada íntegramente el 30 de enero de 1873.
Las peripecias del británico Phileas Fogg y de su ayudante Jean Passepartout, llamado también "Picaporte" en castellano, constituyen uno de los relatos más cautivadores creados por la imaginación humana y una de las joyas de la literatura.
Esta historia llevó a un proceso legal a Verne, ya que Édouard Cadol,  después de haber tenido una breve e infructuosa relación para poner una obra de teatro en escena, pretendía ser coautor de la obra. Finalmente no hubo juicio, pero llegó a obtener tantos derechos sobre la pieza como Verne.

## Argumento

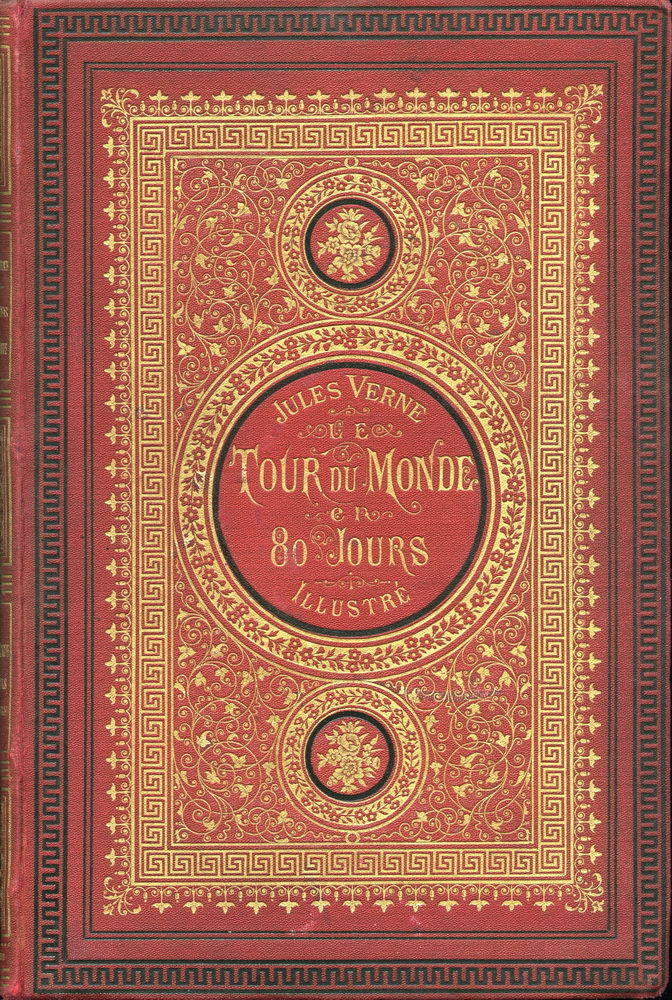
Portada de una edición francesa editada en 1873.

Phileas Fogg es un adinerado caballero inglés que lleva una tranquila y solitaria vida en Londres. A pesar de su fortuna, Fogg vive modestamente y lleva a cabo sus hábitos y costumbres con una precisión matemática. Se sabe muy poco de su vida social aparte de que es miembro del Reform Club, donde pasa la mayor parte del día. Tras despedir a su sirviente por traerle el agua para afeitarse a una temperatura ligeramente más baja de lo ordenado, Fogg contrata al joven francés Jean Passepartout como sustituto.
La tarde del 2 de octubre de 1872, Fogg debate con sus compañeros en el Reform Club sobre un artículo publicado en el Daily Telegraph que afirma que, tras la apertura de una nueva vía de ferrocarril en la India, es posible dar la vuelta al mundo en solo 80 días. Fogg apuesta 20.000 libras, la mitad de su fortuna, con sus compañeros del club a que es capaz de viajar alrededor del mundo en ese tiempo. Acompañado por Passepartout, Fogg parte de Londres en tren a las 8:45 p. m. de ese mismo día; para ganar la apuesta, debe volver al Reform Club a la misma hora el 21 de diciembre, exactamente 80 días después. Fogg se lleva las 20.000 libras restantes de su fortuna para cubrir los gastos del viaje.
El itinerario planeado, de acuerdo con la noticia del Daily Telegraph, es el siguiente:
| Recorrido                                                 | Medios de transporte | Duración |
| --------------------------------------------------------- | --- | -------- |
| De Londres a Suez                                         | Tren hasta Bríndisi, vía Turín, y barco de vapor (el Mongolia), a través del Mediterráneo                               | 7 días   |
| De Suez a Bombay                                          | Barco de vapor (el Mongolia), a través del Mar Rojo y el océano Índico                                                  | 13 días  |
| De Bombay a Calcuta                                       | Tren | 3 días   |
| De Calcuta a Victoria (Hong Kong), con escala en Singapur | Barco de vapor (el Rangoon) a través del Mar de la China Meridional                                                     | 13 días  |
| De Hong Kong a Yokohama                                   | Barco de vapor (el Carnatic), a través del Mar de la China Meridional, el Mar de la China Oriental y el océano Pacífico | 6 días   |
| De Yokohama a San Francisco                               | Barco de vapor (el General Grant), a través del océano Pacífico                                                         | 22 días  |
| De San Francisco a Nueva York                             | Tren | 7 días   |
| De Nueva York a Londres                                   | Barco de vapor (el China), a través del océano Atlántico hasta Liverpool, y tren                                        | 9 días   |
| Total                                                     | Total | 80 días  |

Fogg y Passepartout llegan a Suez a tiempo. Al desembarcar en Egipto, son vigilados por un policía de Scotland Yard, el detective Fix, enviado desde Londres en busca de un ladrón de bancos que ha robado 55.000 libras del Banco de Inglaterra. Al ver que Fogg coincide con la vaga descripción del ladrón que tiene Scotland Yard, Fix cree que Fogg es el hombre que está buscando. Como no puede recibir a tiempo la orden de arresto, Fix embarca en el mismo vapor (el Mongolia), siguiendo a Fogg y a Passepartout hasta Bombay, y se presenta a Passepartout sin revelar sus intenciones. Fogg promete al maquinista del barco una buena recompensa si les lleva a Bombay antes de tiempo, y logran llegar dos días antes de lo previsto.
Ya en la India, toman un tren desde Bombay a Calcuta. Fogg descubre entonces que el artículo del Daily Telegraph estaba equivocado; un tramo de vía de 80 kilómetros desde Kholby a Allahabad aún no está construido. Fogg compra entonces un elefante, contrata a un guía e inicia el trayecto hacia Allahabad.
En el camino se cruzan con una procesión en la que una joven india, Aouda, va a ser sometida a sati. Al ver que va drogada con opio y hachís, y por tanto, no va por propia voluntad, los viajeros deciden rescatarla. Siguen a la procesión hasta el lugar del sacrificio, donde Passepartout toma el lugar del marido fallecido de Aouda en la pira funeraria. Se levanta de la pira durante la ceremonia, asustando a los sacerdotes, y rescata a Aouda. Las doce horas de adelanto que había ganado Fogg se han perdido, pero a él no le importa.
Los viajeros llegan a coger el tren en la siguiente estación, llevando a Aouda con ellos. En Calcuta toman un barco (el Rangoon) hasta Hong Kong, haciendo escala durante un día en Singapur. Fix hace que arresten a Fogg y a Passepartout, pero son puestos en libertad tras pagar la fianza y Fix los sigue hasta Hong Kong. Allí, Fix se presenta a Passepartout, que se alegra de ver de nuevo al compañero de viaje que conoció en la India.
En Hong Kong, el familiar de Aouda con el que Fogg tenía pensado dejarla se ha mudado a Holanda, por lo que Fogg decide entonces llevarla hasta Europa. Aún sin orden de arresto, Fix ve que en Hong Kong tiene la última oportunidad de arrestar a Fogg en territorio británico. Passepartout cree que Fix es un espía del Reform Club que está siguiendo a Fogg para comprobar que cumple la apuesta, pero Fix le dice quién es en realidad. Passepartout no le cree y se muestra convencido de que su amo no es ningún ladrón. Para evitar que Passepartout informe a Fogg de que el barco que tiene que tomar, el Carnatic, va a partir antes de lo previsto, Fix le emborracha y le droga en un fumadero de opio. Aun así, Passepartout llega a tiempo de subir a bordo del Carnatic rumbo a Yokohama, pero no logra informar a Fogg de la temprana partida del barco.
Fogg descubre que ha perdido el barco, por lo que busca otro que le lleve a Yokohama. Encuentra un velero, el Tankadere, y viaja junto a Aouda hasta Shanghái, donde toman otro barco hasta Yokohama. Allí buscan a Passepartout, creyendo que ha llegado antes en el Carnatic como tenían planeado. Le encuentran actuando en un circo para tratar de ganar el dinero necesario para volver a casa. Reunidos de nuevo, toman un vapor de ruedas, el General Grant, que les lleva a través del Pacífico hasta San Francisco. Fix promete a Passepartout que ahora, fuera ya de territorio británico, no intentará retrasar el viaje de Fogg, sino que le ayudará a llegar cuanto antes a Inglaterra para poder arrestarle allí.
En San Francisco toman un tren transcontinental a Nueva York, encontrando varios obstáculos en el camino: una manada de bisontes que cruza la vía, un puente colgante que se derrumba y un grupo de guerreros Sioux que asalta el tren. Tras lograr separar la locomotora de los vagones, Passepartout es secuestrado por los indios. Fogg le rescata con la ayuda de varios soldados americanos que se ofrecen a ayudarle. Continúan el viaje en un trineo de vela hasta Omaha, donde toman un tren a Nueva York.
En Nueva York, tras haber perdido el barco China, Fogg busca un transporte alternativo. Encuentra  un barco de vapor, el Henrietta, que se dirige a Burdeos. El capitán se niega a llevar al grupo hasta Liverpool, y Fogg acepta ir a Burdeos pagando 2.000 libras por pasajero. Durante el viaje, Fogg soborna a la tripulación para que se amotine y ponga rumbo a Liverpool. Al tener que enfrentarse a fuertes huracanes y viajando a toda máquina, el barco se queda sin combustible en pocos días. Entonces, Fogg le compra el barco al capitán y ordena a la tripulación que queme todas las partes de madera del barco para mantenerlo en marcha.
El grupo llega a Queenstown, en Irlanda, y toman un tren a Dublín y luego un ferry hasta Liverpool, aún a tiempo de llegar a Londres antes de que expire el plazo. De nuevo en territorio británico, Fix muestra su orden de arresto y detiene a Fogg. Poco tiempo después, se aclara el malentendido: el verdadero ladrón, llamado James Strand, fue arrestado tres días atrás en Edimburgo. Fogg ha perdido el tren y llega a Londres con cinco minutos de retraso, comprendiendo que ha perdido la apuesta.
Al día siguiente, Fogg pide perdón a Aouda por haberla traído con él, ya que ahora es pobre y no tiene medios para mantenerla. Aouda le confiesa entonces su amor y le pide que se case con ella. Passepartout va en busca de un sacerdote para celebrar la boda al día siguiente, y éste le dice que no es posible, ya que es domingo. Passepartout descubre entonces que no es 22 de diciembre, sino 21 de diciembre. Al haber viajado hacia el este, fueron ganando cuatro minutos por cada uno de los 360 grados de longitud que cruzaron; en total, 24 horas. Para ellos habían pasado 80 días, mientras que en Londres solo han pasado 79. Passepartout informa a Fogg del error y éste se dirige corriendo al Reform Club para cumplir el plazo y ganar la apuesta. Al haber gastado casi 19.000 libras durante su viaje, la ganancia es casi insignificante; aun así, Fogg la reparte entre Passepartout y Fix y se casa con Aouda.

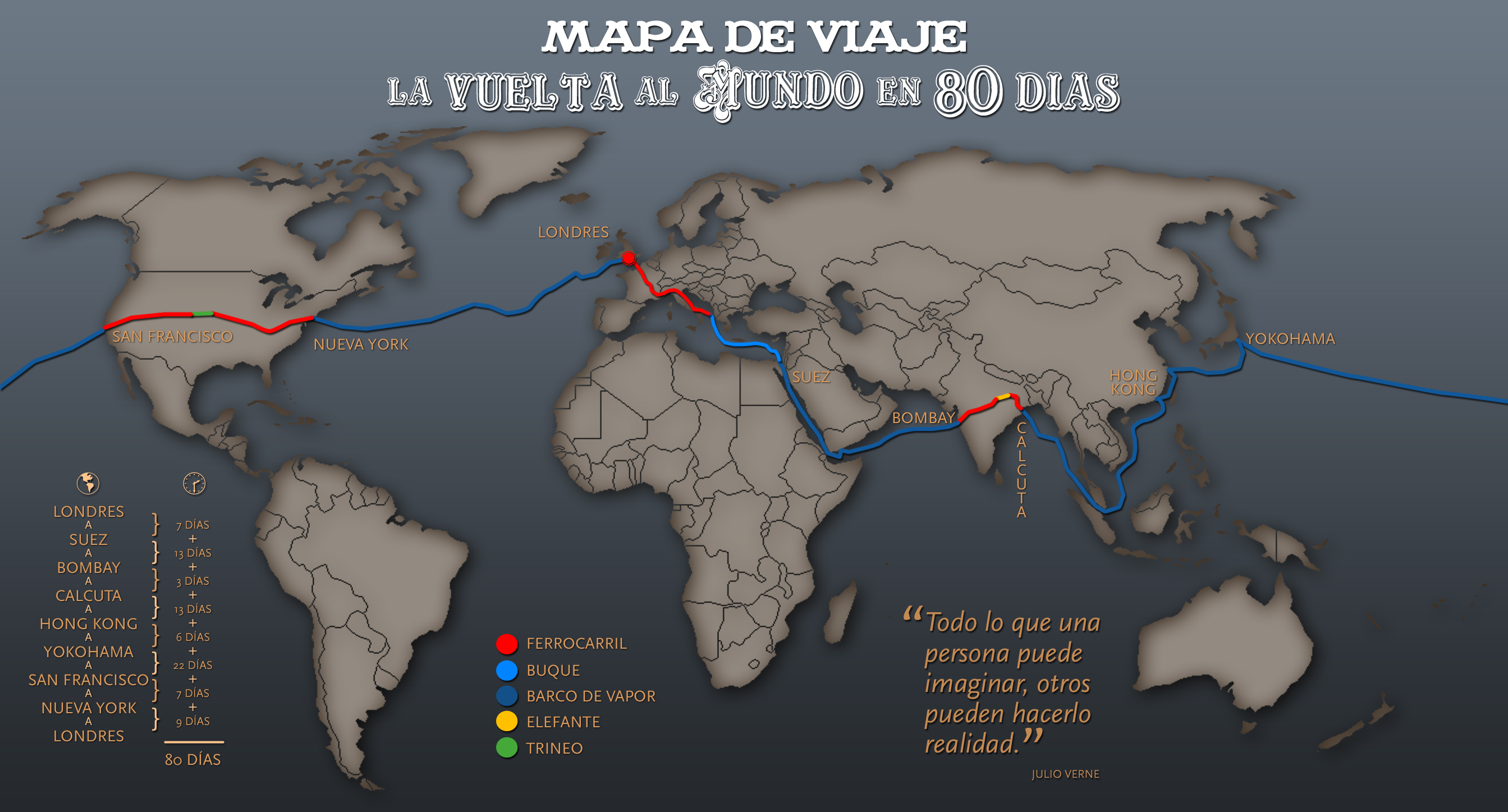
Recorrido del viaje de Phileas Fogg.

## Temas vernianos tratados

### Medios de transporte
- Phileas Fogg utiliza casi todos los medios de transporte conocidos en la época: buques, tren, trineos, elefantes.
- A diferencia de la película de 1956 y adaptaciones posteriores, Phileas Fogg no viaja en globo aerostático.

### Los británicos
- Phileas Fogg representa el mejor ejemplo de los personajes británicos de Julio Verne, extremadamente perfeccionista, calculador y metódico, sin embargo hasta este punto de su biografía los británicos representan una nación idealista y creciente como en el caso del reportero Blount, pero a partir de aquí Julio Verne cada vez ridiculiza más a los británicos, llegando al extremo con obras con personajes como el destacamento británico, Sir Francis Travellyann y Thompson.[cita requerida]

### Geografía
- La vuelta al mundo en ochenta días no es del todo un viaje por el globo terrestre, sino que se limita a países donde exista o haya existido el Imperio británico, o los «prefiere», con la clara excepción de Japón, aunque con fines narrativos, para dar coherencia a la trama de Fix. La otra novela que representa un viaje para los protagonistas por todo el orbe es Los hijos del capitán Grant; esta vez, por el paralelo 37 austral.

## Lista de capítulos
- I De cómo Phileas Fogg y Picaporte (Passepartout) se reciben mutuamente en calidad de amo el uno y criado el otro.
- II De cómo Passepartout encuentra al fin su ideal.

- III De cómo se entabla una conversación que podría costar cara a Phileas Fogg.
- IV Donde Phileas Fogg deja estupefacto a su criado Passepartout.
- V Donde aparece un valor nuevo en la plaza de Londres.
- VI Donde el agente Fix muestra una impaciencia muy legítima.
- VII Donde se prueba una vez más la inutilidad de los pasaportes en materia de policía.
- VIII Donde Passepartout habla algo más de lo debido.
- IX Donde el Mar Rojo y el Mar de las Indias se muestran propicios a los deseos de Phileas Fogg.
- X En el cual Passepartout tiene la fortuna de salir bien parado perdiendo su calzado.
- XI Donde Phileas Fogg adquiere una cabalgadura por un precio fabuloso.
- XII Donde Phileas Fogg y sus compañeros se adentran por las selvas de la India, y lo que de esto se sigue.
- XIII Donde Passepartout demuestra una vez más que la fortuna siempre sonríe a los audaces.
- XIV En el que Phileas Fogg desciende todo el admirable valle del Ganges sin pararse a pensar en verlo.
- XV Durante el que el saco de billetes de banco se aligera de unos cuantos millares de libras más.
- XVI En el que Fix simula no entender nada en absoluto de las cosas que hablan.
- XVII En el cual se trata de unas cosas y de otras durante la travesía de Singapur a China
- XVIII Donde Phileas Fogg, Passepartout y Fix, cada uno por su lado, se ocupan de sus asuntos.
- XIX En el que se cuenta cómo Passepartout se toma demasiado interés por su amo, y lo que se sigue.
- XX En el que Fix entra directamente en relación con Phileas Fogg.
- XXI Donde el patrón de la Tankadera está a punto de perder una propina de doscientas libras.
- XXII En el que Passepartout se da cuenta muy bien de que hasta en las antípodas es prudente llevar algún dinero en el bolsillo.
- XXIII Donde la nariz de Passepartout se alarga desmesuradamente.
- XXIV Durante el que se efectúa la travesía del océano Pacífico.
- XXV Donde se da una breve reseña de lo que es San Francisco en día de mitin.
- XXVI Donde se toma el tren expreso del ferrocarril del Pacífico.
- XXVII Donde Passepartout sigue, con una velocidad de veinte millas por hora, un curso de historia mormónica.
- XXVIII En el que Passepartout no logra que se oiga el lenguaje de la razón.
- XXIX Donde se refieren varios incidentes que solo acontecen en los ferrocarriles estadounidenses.
- XXX En el cual Phileas Fogg simplemente cumple con su deber.
- XXXI Donde el inspector Fix favorece muy sencillamente los intereses de Phileas Fogg.
- XXXII Donde Phileas Fogg se empeña en una lucha directa contra la mala suerte.
- XXXIII En el cual Phileas Fogg se muestra a la altura de las circunstancias.
- XXXIV Que proporciona a Passepartout  la ocasión de prorrumpir en un juego de palabras atroz, pero quizá inédito.
- XXXV En el cual Passepartout  no se hace repetir dos veces la orden que le da su amo.
- XXXVI Donde Phileas Fogg vuelve a tener valor en el mercado.
- XXXVII Donde se demuestra que Phileas Fogg no ha ganado con dar la vuelta al mundo sino la felicidad.